# Орлов, Александр Александрович (генерал)
Александр Александрович Орлов (1872 — не ранее 1917) — русский генерал-майор. Герой Русско-японской и Первой мировой войн.

## Биография
Получил домашнее образование. В службу вступил 9 (21) сентября 1889 года. В 1890 году после окончания Николаевского инженерного училища произведён в подпоручики и выпущен был в 6-й сапёрный батальон. В 1894 году произведён в поручики. В 1897 году после окончания Николаевской инженерной академии по 1-му разряду, «за отличные успехи в науках» был произведён в штабс-капитаны. В 1899 году произведён в капитаны.
С 1904 года — участник Русско-японской войны. Состоял в распоряжении инспектора инженеров Маньчжурской армии. В 1905 году «за боевые отличия» произведён в подполковники. 23 марта 1906 года был награждён Золотым оружием «За храбрость»:
За храбрость проявленную в делах против японцев
До 1909 года — военный инженер Брест-Литовского крепостного инженерного управления. В 1909 году «за отличия» произведён в полковники. Состоял в числе штаб-офицеров в распоряжении Главного военно-технического управления.
С 1914 года — участник Первой мировой войны. Корпусной инженер 1-го армейского корпуса. 2 декабря 1914 года произведён в генерал-майоры. 6 августа 1915 года за храбрость был награждён орденом Святого Георгия 4-й степени.
С 1916 года — начальник инженеров 10-й армии. С 1917 года — старший инженер для производства опытов и технических занятий инженерного комитета Главного военно-технического управления.